# San Antonio (Quebradillas)
San Antonio es un barrio ubicado en el municipio de Quebradillas en el estado libre asociado de Puerto Rico. En el Censo de 2010 tenía una población de 5164 habitantes y una densidad poblacional de 327,66 personas por km².

## Geografía
San Antonio se encuentra ubicado en las coordenadas 18°25′37″N 66°55′2″O / 18.42694, -66.91722. Según la Oficina del Censo de los Estados Unidos, San Antonio tiene una superficie total de 15.76 km², de la cual 15.75 km² corresponden a tierra firme y (0.03%) 0.01 km² es agua.

## Demografía
Según el censo de 2010, había 5164 personas residiendo en San Antonio. La densidad de población era de 327,66 hab./km². De los 5164 habitantes, San Antonio estaba compuesto por el 90.16% blancos, el 4.49% eran afroamericanos, el 0.12% eran amerindios, el 0.25% eran asiáticos, el 0.02% eran isleños del Pacífico, el 3.2% eran de otras razas y el 1.76% pertenecían a dos o más razas. Del total de la población el 99.61% eran hispanos o latinos de cualquier raza.